# Jordania en los Juegos Olímpicos de Barcelona 1992
Jordania estuvo representada en los Juegos Olímpicos de Barcelona 1992 por cuatro deportistas, tres hombres y una mujer, que compitieron en tres deportes.
El equipo olímpico jordano no obtuvo ninguna medalla en estos Juegos.